# Surfers Paradise International Raceway
Der Surfers Paradise International Raceway war eine Motorsport-Rennstrecke in Gold Coast in Australien. Sie wurde von 1966 bis 1987 für verschiedene australische Rennserien verwendet.

## Geschichte
Der Kurs wurde 1966 von einem Rennstreckenunternehmer namens Keith Williams als permanenter Rundkurs eröffnet. Williams war ebenfalls bereits am Bau des Adelaide International Raceway beteiligt. 1966 wurde das erste Ausdauerrennen auf dem Kurs als 12-Stunden-Rennen ausgetragen, in den Folgejahren dann auch als 6-Stunden-Rennen. In den ersten Jahren des Bestehens trugen verschiedene Rennserien Rennen auf dem Kurs aus, 1968 zum Beispiel zum ersten Mal die Tasman-Serie. Der Große Preis von Australien wurde lediglich einmal dort ausgetragen, damals noch nicht im Rahmen der Formel 1.
1984 verkaufte Besitzer Williams den Kurs, der drei Jahre später den Betrieb einstellte. 1993 wurde der Dragstrip von der Polizei renoviert um als sicherer Austragungsort für Dragsterrennen zu fungieren. Diese sollten so nicht mehr auf öffentlichen Straßen ausgetragen werden. Abgesehen davon blieb die Strecke jahrzehntelang ungenutzt, bis sie 2003 abgerissen wurde.

## Die Strecke
Der Rundkurs wies eine Länge von 3,219 Kilometern auf, die Anlage beinhaltete allerdings auch einen Dragstrip und einen viertelmeilen langen Dirttrack. Aufgrund der Nähe zum Nerang River wurde die Strecke immer wieder überflutet und war dementsprechend oft unbenutzbar.
Von der Strecke ist heutzutage nichts mehr übrig, auf dem Gelände befindet sich nun ein Anwesen.

## Veranstaltungen
Die Tasman-Serie machte 1968 zum ersten Mal Station auf dem Kurs, der von 1970 bis 1975 jeweils ein Rennen der Serie ausrichtete. Die Nachfolgeserie der Rothmans International Series hielt von 1977 bis 1979 drei weitere Meetings auf der Strecke ab, die zudem 1975 auch einmal Gastgeber des seinerzeit noch für die Formel 5000 ausgerichteten Australischen Grand Prix war.